# باتنوویتسه
باتنوویتسه (به چکی: Batňovice) یک منطقهٔ مسکونی در جمهوری چک است که در منطقه تروتنوف واقع شده‌است.